# Moltrasio
Moltrasio est une commune de la province de Côme dans la région Lombardie en Italie. Située au bord du lac de Côme, elle s'étend au pied du monte Bisbino (1 325 mètres). 
Elle est la ville où réside depuis 2008, le chanteur du groupe britannique Muse, Matthew Bellamy.
Il y a fait construire son propre studio, studio Bellini et y a acheté une maison. 

## Administration
| Période                                  | Période | Identité | Étiquette | Qualité |
| ---------------------------------------- | ------- | -------- | --------- | ------- |
|                                          |         |          |           |         |
| Les données manquantes sont à compléter. |         |          |           |         |

site de la commune de Moltrasio http://www.comune.moltrasio.co.it/

### Hameaux
Donegano

### Communes limitrophes
Blevio, Carate Urio, Cernobbio, Schignano, Torno